# Верхні Нарикари
Ве́рхні Нарика́ри (рос. Верхние Нарыкары) — присілок у складі Октябрського району Ханти-Мансійського автономного округу Тюменської області, Росія. Входить до складу Перегрьобинського сільського поселення.
Населення — 10 осіб (2010, 14 у 2002).
Національний склад станом на 2002 рік: мансі — 86 %.